# NGC 2065
NGC 2065 est un amas ouvert situé dans la constellation de la Table. Il a été découvert par l'astronome écossais James Dunlop en 1826.